# Šentala
Šentala (in russo Шентала́?) è un insediamento (stazione ferroviaria) dell'oblast' di Samara in Russia; è il centro amministrativo del distretto Šentalinskij.
Si trova 188 km a nord-est di Samara.